# CCFL

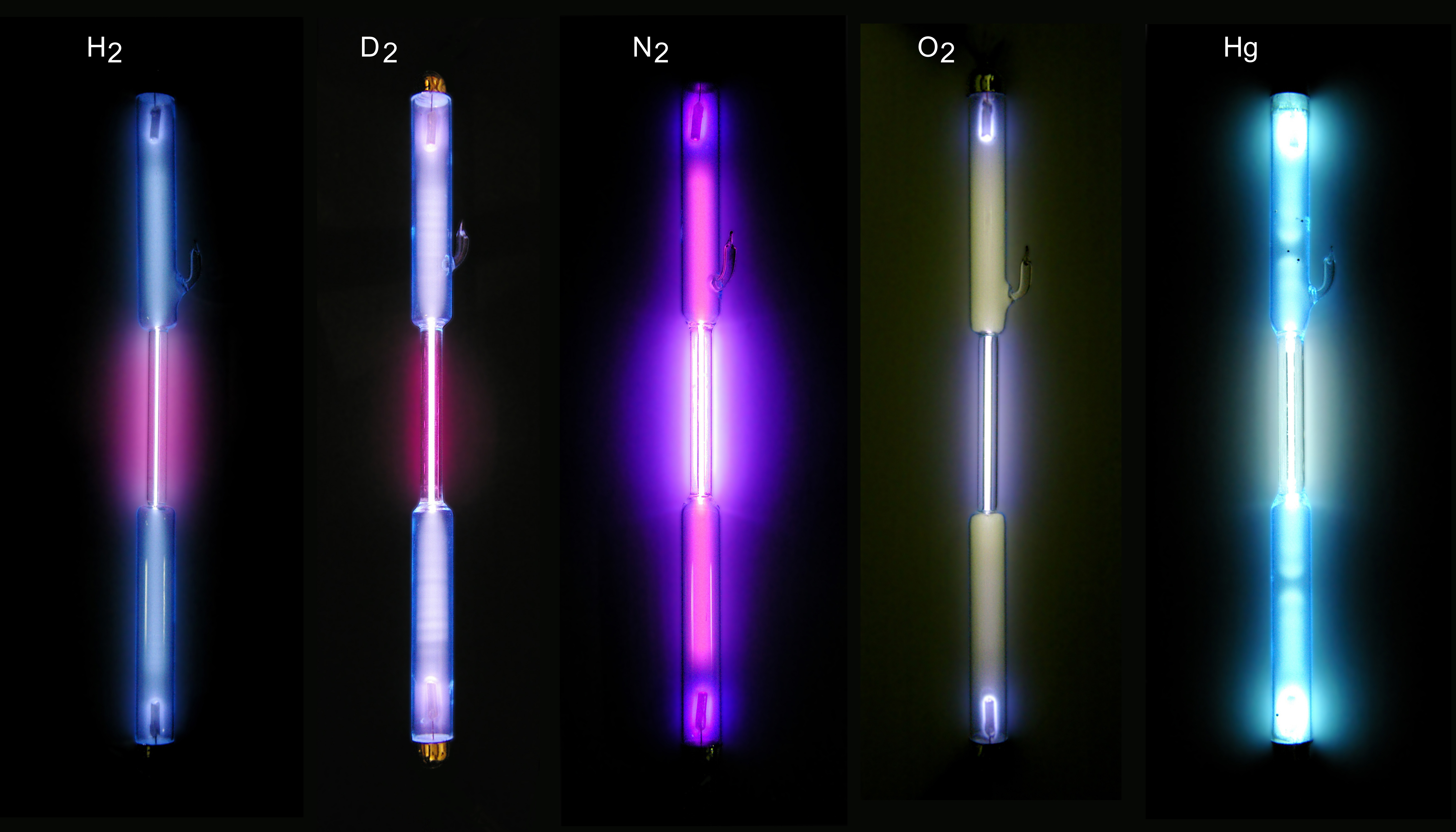
Tubs de càtode fred

CCFL, és l'acrònim de làmpades fluorescents de càtode fred (de l'anglès cold cathode fluorescent lamps). Un càtode fred és un càtode que no ha estat escalfat elèctricament per un filament. Un càtode pot ser considerat “fred” si emet més electrons dels que poden ser subministrats només per emissions termoiòniques. Aquest és utilitzat en làmpades de descàrregues de gas, així com làmpades de neó, tubs de descàrrega, i algunes classes de tubs de buit. L'altre tipus de càtode és el càtode calent, el qual és escalfat per corrents elèctriques a través de filaments. Un càtode fred no opera necessàriament a baixa temperatura: sovint és escalfat per les seves temperatures de funcionament per altres mètodes, com corrents de pas del càtode a gas.

## Aparells de càtode fred

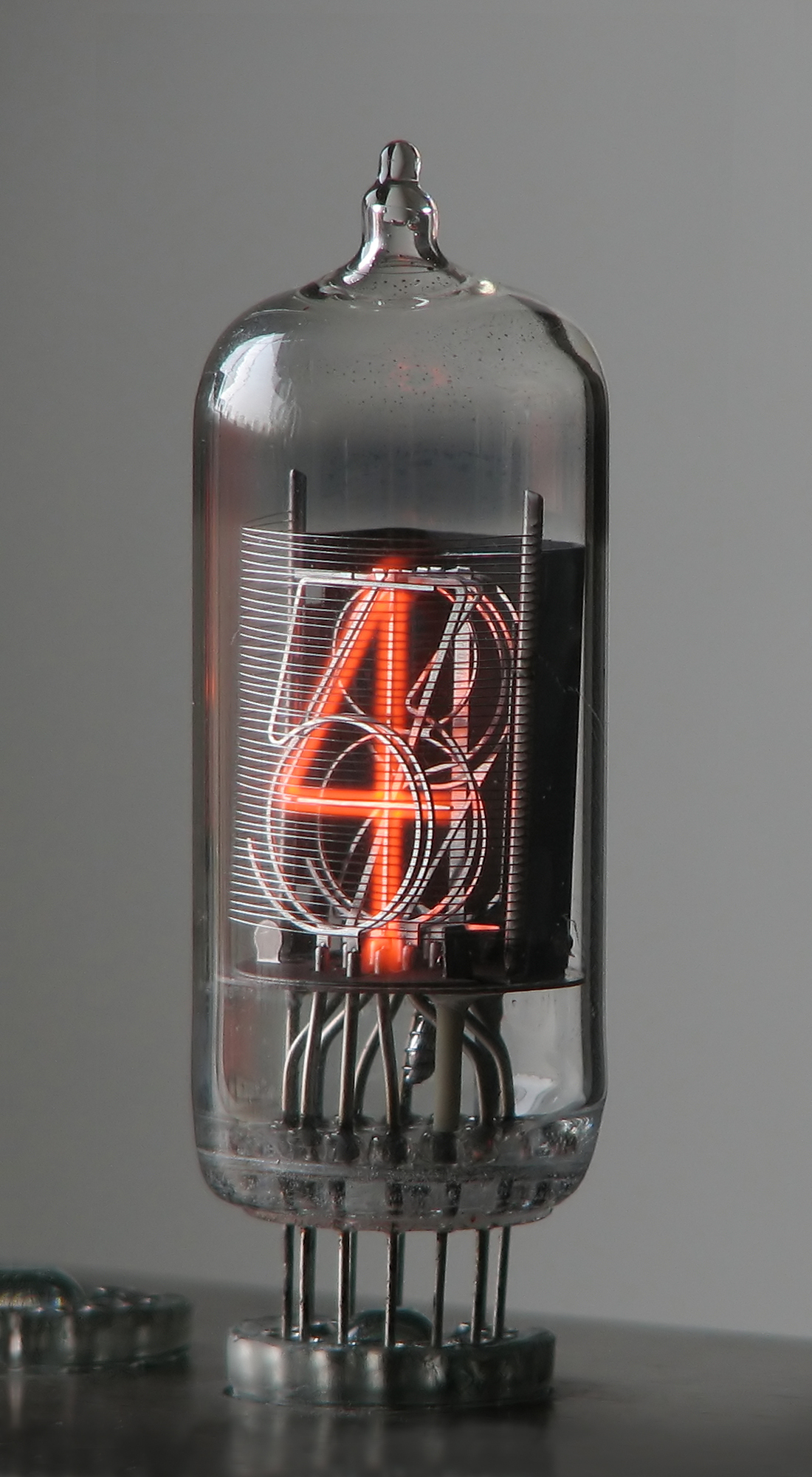
Aparell de càtode fred

Un tub buit de càtode fred no depèn d'un escalfament extern d'un elèctrode que prové emissions termoiòniques d'electrons. Aviat els aparells de càtode fred inclòs el tub de Geissler i el tub de Plucker, i aviat el tub de rajos de càtode. L'estudi de fenòmens en aquests aparells guien al descobriment de l'electró.
Les làmpades de neó són utilitzades ambdues per produir llum com indicadors i per propòsits especial d'il·luminació, i també com a circuits d'elements fixant resistències negatives. A més a més el desencadenant de l'elèctrode com a aparell permet la brillant descàrrega ser iniciat per un circuit de control extern; Els laboratoris Bell van desenvolupar un “tub detonant” aparell de càtode fred el 1936.
Varis tipus de tubs intercanviats de càtodes freds van ser desenvolupats, inclòs varis tipus de tiratró, el citró, monitors de càtode fred (tub de Nixie) i altres. Tubs reguladors de voltatge depenen relativament del constant voltatge de les descàrregues brillants sobre un rang de corrent, i van ser utilitzades per estabilitzar els voltatges de poder subministrat en instruments de tub. Un Decatró és un tub de càtode fred amb múltiples elèctrodes usat per contar. Cada vegada un pols és aplicat per controlar l'elèctrode, una brillant descàrrega mou un pas l'elèctrode; per proveir 10 elèctrodes a cada tub i organitzar en cascada de tubs, un sistema de control pot ser desenvolupat i el nombre observat per la posició de les descàrregues brillants. Tubs de contar van ser utilitzats abans de desenvolupar aparells de contar circuits integrats.
El tub de flaix és un aparell de càtode fred omplert amb gas de xenó, usat per produir un intens i curta pols de llum per fotografia o per actuar com a estroboscòpi per examinar la mobilitat de parts mòbils.

### Làmpades
Làmpades de càtode fred inclouen làmpades fluorescents de càtode fred (CCF) i làmpades de neó. Les làmpades de neó primàriament depenien de l'excitació de molècules de gas emeses per la llum; CCF usa una descàrrega de vapor de mercuri per desenvolupar la llum ultraviolada, el qual causa la capa fluorescent a l'interior de la làmpada per emetre llum invisible.
Les làmpades de càtode fred són utilitzades pel contrallum de LCD, per exemple monitors d'ordinadors i pantalles de televisors.
En la indústria de la llum, els “càtodes freds” històricament es referia a il·luminar tubs més llargs de 20mm de diàmetre i operar en corrents de 120 a 240 mil·lilamps. Aquest tub de diàmetre llarg sovint és utilitzat per racons interiors il·luminacions generals. El terme “làmpada de neó” es refereix a tubar els més petits de 15 mm de diàmetre típicament opera aproximadament a 40 mil·lilamps. Aquestes làmpades són utilitzades comunament per senyals de neó.

### Detalls

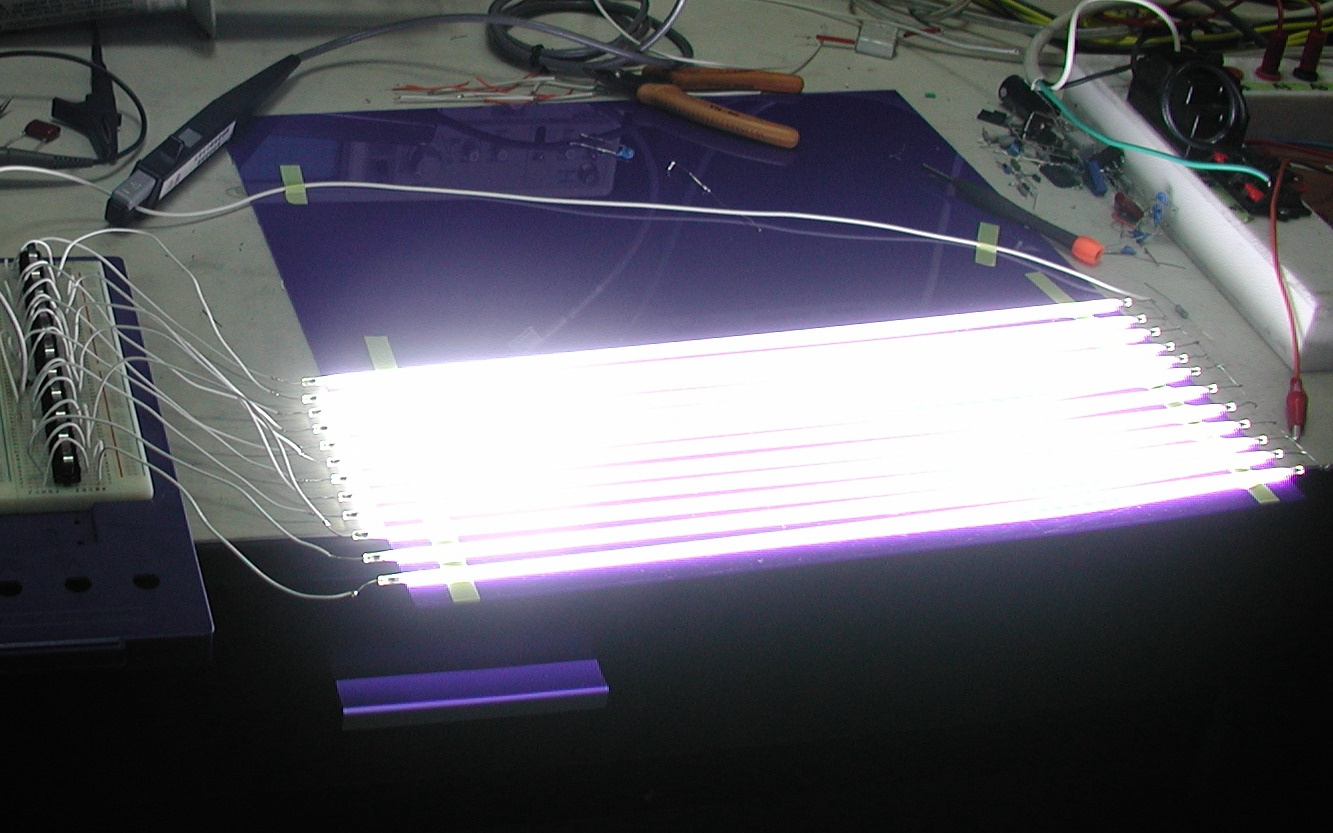
Làmpada fluorescent de càtode fred

El càtode és l'elèctrode negatiu. Qualsevol làmpada de descàrrega de gas té un elèctrode positiu (ànode) i un negatiu. Ambdós elèctrodes alternen entre actuar com a ànode i càtode quan aquests aparells treballen en corrent alternant.
un càtode fred es diferencia del càtode calent perquè és escalfat per induir emissions d'electrons termoiònics. Tubs de descàrrega amb càtodes calents tenen un sobre ple amb gas de baixa pressió i contenen dos elèctrodes. Les làmpades fluorescents, làmpades de descàrrega d'alta pressió i pantalles fluorescent de buit són les més comunes.
La superfície dels càtodes freds poden emetre electrons secundaris en un radi més gran que la unitat (ruptura). un electró que deixa un càtode xocarà molècules de gas neutral. El xoc pot just excitar la molècula, però a vegades picarà un elèctrode lliure per crear un ió positiu. L'electró originari i l'electró lliure continuen cap a l'ànode i pot crear més ions positius. El resultat és per a cada electró que deixa el càtode, diversos ions positius generats que ocasionalment xoquen en el càtode.Alguns xocs de ions positius poden generar un electró secundari. La descàrrega és sostenible quan per cada electró que deixa el càtode, suficients ions positius piquen el càtode per alliberar, de mitjana, un altre electró. Sistemes de circuits externs limiten la descàrrega elèctrica. Làmpades de descàrrega de càtode fred utilitzen voltatges més alts que els càtodes calents. El resultat de forts camps elèctrics a prop del càtode accelera ions a una velocitat suficient per crear electrons lliures del càtode material.
Un altre mecanisme per generar elèctrodes lliures de la freda superfície metàl·lica és l'emissió de camps d'electrons. Aquests són usats en els tubs de rajos X, els camps d'electrons microscòpics (FEM), i camps d'emissions de monitors (FED).
Càtodes freds algunes vegades tenen una capa rara de terra per millorar l'emissió d'electrons. Alguns tipus contenen una font de radiació beta per començar la ionització de gas que omple el tub. En alguns tubs, brillants descàrregues al voltant al càtode és usualment minimitzat; enlloc hi ha l'anomenat columna positiva, omplint el tub.Alguns dels exemples són les làmpades de neó i els tubs de nixie. Els tubs de nixie també són monitors de neó de càtode freds que estan en línia, però no en pla, aparells de monitors.
Els aparells de càtode fred usen típicament un complex subministrament de poder d'alt voltatge amb algun mecanisme per limitar el corrent. tanmateix creant l'espai de càrrega inicial i el primer arc de corrent a través del tub pot requerir un alt voltatge, el primer tub comença a escalfar baixades de resistència elèctrica, incrementant així el corrent elèctric va a través de la làmpada. Per contra restar aquest efecte i mantenir una operació normal, el voltatge subministrat és gradualment disminuït. En el cas dels tubs amb el gas ionitzat, el gas pot esdevenir un plasma molt calent i la resistència elèctrica és reduït considerablement. Si operes des d'un simple subministrament de poder sense límit de corrent, aquesta reducció de resistència ens portaria a un perill del subministrament de poder sobreescalfar els elèctrodes del tub.

## Aplicacions

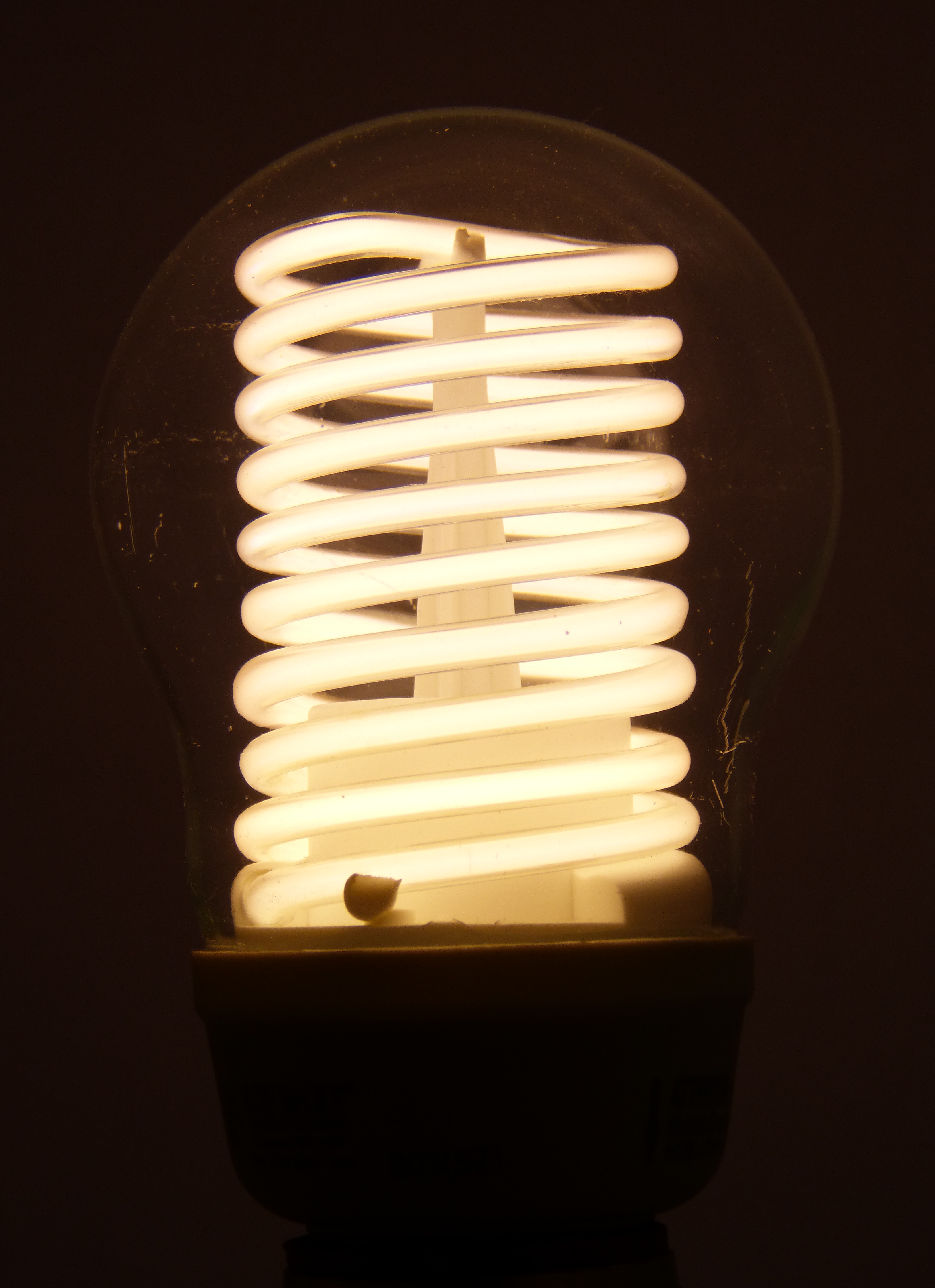
Làmpada de càtode fred il·luminada

Els càtodes freds són utilitzats en rectificadors de càtode fred, com el cosatró i els arcs de vàlvules de mercuri, i amplificadors de càtode fred, com en un missatge automàtic de comptabilitat i altres aplicacions d'intercanvi de pseudocarp. Altres exemples inclouen el tiratró, kritó, spritró, i tubs d'ignició.
Una aplicació comuna de càtode fred està en senyals de neó i altres localitats on l'ambient temperatura és probable que baixi per sota el congelament. La Torre del Rellotge, el Palau de Westminster (Big Ben) usen il·luminació de càtode fred darrere la cara del rellotge on contínuament piquen i fallar en picar en ambients freds seria indesitjable. Llargues làmpades fluorescents de càtode fred (CCF) han estat produïdes en el passat, i encara avui són usades quan són formats, llarga vida de fonts de llum lineals són requerides. A partir del 2011, miniatures de CCFL eren extensiblement usades en contrallums de computadores i televisors de pantalla de cristall líquid. L'esperança de vida dels CCFL varia en televisors de LCD depenent del voltatge transitori i els nivells de temperatura en ús ambientals.
Degut a aquesta eficiència, la tecnologia CCFL s'ha estès a les llums de les cases. Els costos són similars als tradicionals fluorescents,però amb diversos avantatges; la llum emesa és fàcilment en els ulls, les bombetes giren immediatament per omplir els resultats i són també tènues.

### Efectes de l'escalfament intern
En sistemes d'ús de corrent altern però sense separar l'estructura de l'ànode, els elèctrodes alternen com ànodes i càtodes, i l'impacte d'electrons pot ocasionar substancials escalfaments localitzats, sovint cremades vermelles. Els elèctrodes poden prendre avantatge en aquests escalfaments per facilitar l'emissió termoiònica d'electrons quan està actuant com a càtode. (làmpades fluorescents d'inici instantani usen aquest aspecte; ells inicien com aparells de càtode fred, però aviat escalfor localitzat del fi cable de càtode tungstè fa que operin com si fos una làmpada de càtode calent).
Aquest aspecte és problemàtic en el cas dels contrallums usats per monitors de TV de LCD. Regulacions eficients de noves energies, són proposats en diversos països, requeriran variables contrallums; aquests també milloren el rang de contrast percebut, el qual és desitjable per equips de TV de LCD. tanmateix, CCFL són estrictament limitats en el grau amb el qual ells poden ser atenuats, ambdós perquè una baixa corrent de plasma disminuirà la temperatura del càtode, causant una operació erràtica, perquè el càtode treballant a baixes temperatures disminueix dràsticament la vida de la làmpada. Moltes recerques porten a aquest problema, però grans productors giren cap a una major eficiència de Leds blancs com una millor solució.